# Paja Marganović
Pavle Paja Marganović (1904. – Zagreb 1929.) bio je obućarski radnik i jedan od sedmorice tajnika SKOJ-a.
U radničkom pokretu je od 1918. godine, a član SKOJ-a od 1920. godine, zatim i član i tajnik Centralne uprave radnika Jugoslavije.
U razdoblju od 1924. do 1928. godine školovao se na Sverdlovskom univerzitetu u Moskvi. Na IV. kongresu KPJ u Drezdenu izabran je za člana CK KPJ i postao je tajnik CK SKOJ-a. Više puta bio je uhićivan i proganjan, a nakon posljednjeg uhićenja mučila ga je i ubila žandarmerija jugoslavenskoga kralja Aleksandra I. Karađorđevića (poslije uvođenja diktature 6. siječnja).
Pokopan je u Grobnici narodnih heroja na zagrebačkom groblju Mirogoju.